# 221528 Kosztolanyi
221528 Kosztolanyi este o planetă minoră (asteroid) din centura de asteroizi. A fost descoperită pe 14 octombrie 2006 la Piszkéstetői Obszervatórium⁠(d) de  și a fost numită după Dezső Kosztolányi. 
Obiectul prezintă o orbită caracterizată de o semiaxă mare de 2,1584733594951 UAi, o excentricitate de 0,17886590772889, o înclinație de 5,4198269298974 ° în raport cu ecliptica.